# Pustomyty (hromada)
Pustomyty – hromada terytorialna w rejonie lwowskim obwodu lwowskiego Ukrainy. Siedzibą hromady jest wieś Pustomyty. Według danych na rok 2020 hromadę zamieszkiwało 15 204 osoby, a gęstość zaludnienia wyniosła 158,8 os./km2.

## Miejscowości hromady
W skład hromady wchodzi 1 miasto i 9 miejscowości
- Pustomyty – siedziba hromady
- Brzegi
- Winiawa
- Dybianky
- Malinówka
- Miłoszowice
- Mostki
- Nawaria
- Polanka
- Siemianówka